# Andy Kolle
Andy Kolle alias Kaos (født 27. april 1982) er en professionel mellemvægtsbokser fra Minnesota. Han har en rekordliste på 23 (17 KO) -3-0. Hans største modstandere har været Paul Williams og Andre Ward. Hans mest bemærkelsesværdige sejre er mod Matt Vanda (to gange), Jonathan Reid og Anthony Bonsante.
Kolle fik sin professionelle debut med en 3. omgangs knockout-sejr mod Nick Whiting den 6. marts 2004.
Hans trænere er Chuck Horton og Jack O'Brien, mens hans manager er Henry Foster.